# Comunión Católico Monárquica (1977)
Comunión Católico-Monárquica fue una organización tradicionalista encabezada por Francisco Elías de Tejada, que en 1977 se legalizó como partido político. Adoptó la misma denominación que había utilizado el carlismo durante el Sexenio Revolucionario.
Previamente, Elías de Tejada, que en 1962 se había separado de la Comunión Tradicionalista de Javier de Borbón Parma, había constituido en 1963 el Centro de Estudios Históricos y Políticos General Zumalacárregui, destacándose por su defensa de la llamada «unidad católica de España».
El 24 de abril de 1977 se constituyó la junta directiva provisional de la Comunión Católico-Monárquica. La nueva organización política, que reivindicaba los principios tradicionalistas a tenor de los textos legales de Alfonso Carlos I, no reconoció a ninguno de los dos hijos de Javier de Borbón Parma y se situó al margen tanto del Partido Carlista de Carlos Hugo como de la Comunión Tradicionalista de su hermano Sixto Enrique, afirmando defender, no obstante, la unidad católica, la monarquía federativa, el foralismo, la integridad territorial española y el legitimismo carlista.
En 1986 se integró en la Comunión Tradicionalista Carlista (CTC), organización de la que en 1997 fue elegido presidente el histórico militante carloctavista Carlos Ibáñez Quintana, uno de los antiguos directivos de la Comunión Católico-Monárquica.